# Nassau Bay
Nassau Bay város az USA Texas államában, Harris megyében. Lakosainak száma 5347 fő (2020. április 1.).

## Népesség
A település népességének változása:

| 2010 | 4 002 |
| 2020 | 5 347 |